# Monferran-Savès
Monferran-Savès är en kommun i departementet Gers i regionen Occitanien i sydvästra Frankrike. Kommunen ligger i kantonen L'Isle-Jourdain som tillhör arrondissementet Auch. År 2022 hade Monferran-Savès 802 invånare.

## Befolkningsutveckling
Antalet invånare i kommunen Monferran-Savès
Referens:INSEE